# Varão de Dores

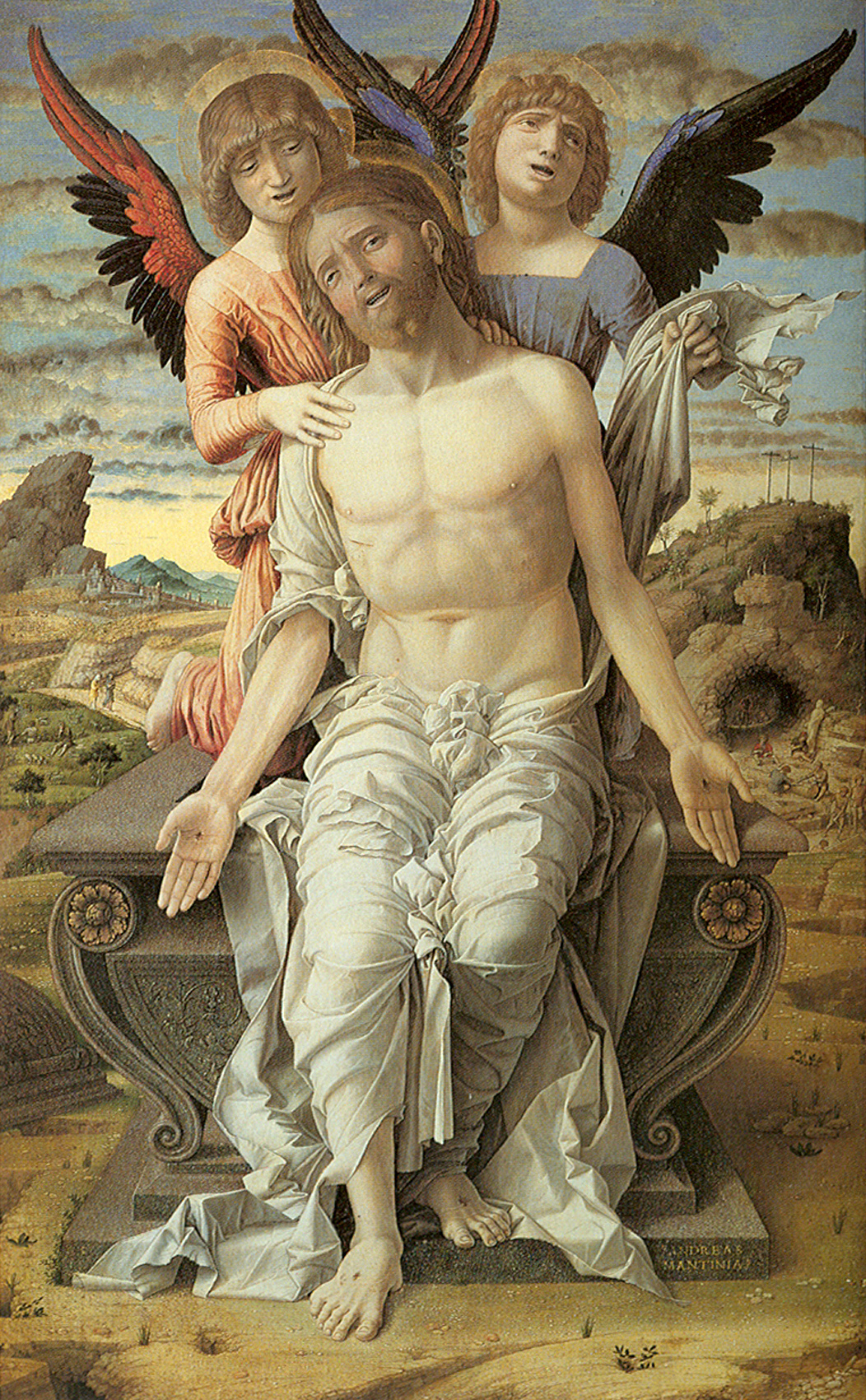
Varão de Dores.
1411. Por Andrea Mantegna, atualmente no Museu Nacional de Arte da Dinamarca.

Varão de Dores (mais conhecido no Brasil como Homem das Dores) é a mais importante das prefigurações do Messias identificada pelos cristãos na Bíblia hebraica nas chamadas "Canções do Servo" de Isaías 53. É conhecido como vir dolorum no latim da Vulgata. Uma das mais famosas e populares imagens devocionais da arte cristã, o "Varão de Dores" aparece geralmente desnudo da cintura para cima mostrando as chagas de Paixão, com as mãos abertas e o flanco exposto, muitas vezes com a coroa de espinhos e, em outras, acompanhado por anjos. A imagem se desenvolveu na Europa no século XIII e era especialmente popular no norte do continente.
A imagem continuou se espalhando e desenvolvendo sua complexidade iconográfica até bem depois do Renascimento, mas o "Varão de Dores", em suas muitas formas artísticas, é a mais precisa expressão visual da piedade popular do final da Idade Média, que emprestou seu caráter devocional da contemplação e não da especulação teológica. Com a "Pietà", foi a mais popular das imagens do tipo "Andachtsbilder" do período - imagens devocionais destacadas da narrativa da Paixão de Cristo.

## Narrativa bíblica
No contexto das "Canções do Servo" do Livro de Isaías, o trecho do "Varão de Dores" é:
| “ | «Era desprezado e rejeitado dos homens; um varão de dores, e que tinha experiência de enfermidades. Como um de quem os homens escondiam o rosto, era ele desprezado, e dele não fizemos caso. Verdadeiramente foi ele quem tomou sobre si as nossas enfermidades, e carregou com as nossas dores; e nós o reputávamos como aflito, ferido de Deus e oprimido. Mas ele foi ferido por causa das nossas transgressões, esmagado por causa das nossas iniquidades; o castigo que nos devia trazer a paz, caiu sobre ele, e pelas suas pisaduras fomos nós sarados. Todos nós temos andado desgarrados como ovelhas; temo-nos desviado cada um para o seu caminho; e Jeová fez cair sobre ele a iniquidade de todos nós.» (Isaías 53:3–6) | ” |

## Desenvolvimento da imagem

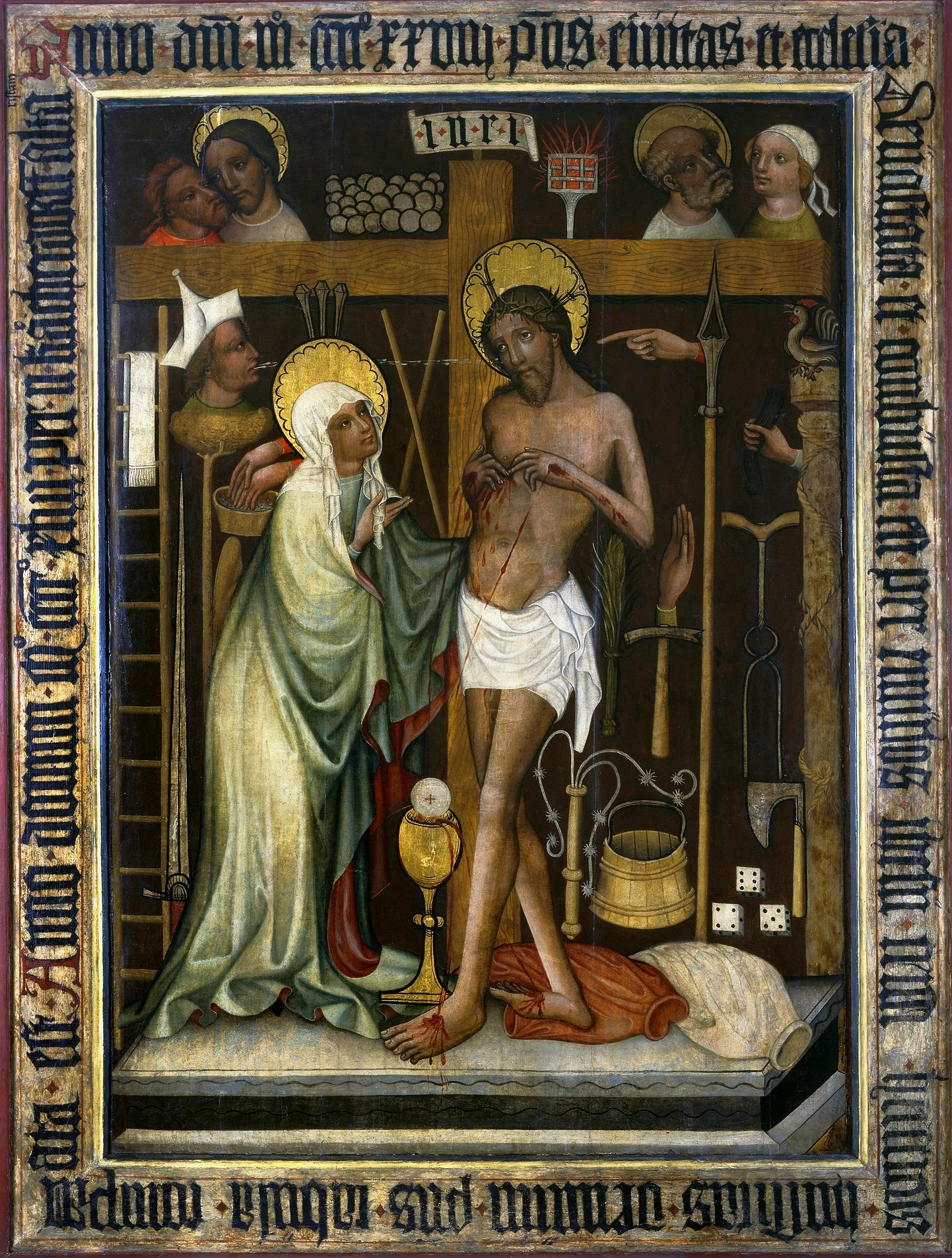
Uma das variações do "Varão de Dores", com diversos objetos representados junto ao corpo de Cristo, especialmente as chamadas "Arma Christi", os instrumentos da Paixão.
1443. De um artista anônimo de Breslávia, atualmente no Museu Nacional de Varsóvia.

A imagem se desenvolveu a partir do "epitaphios" bizantino, que possivelmente data do século VIII. Um milagroso ícone em mosaico bizantino dele é conhecido como Imago Pietatis ou "Cristo da Piedade". A obra parece ter sido levada a um grande centro de peregrinação de Roma, a Basílica de Santa Cruz de Jerusalém no século XII e, a partir do século XIII, foi ganhando popularidade no ocidente como imagem devocional para contemplação, sendo reproduzida em esculturas, pinturas e manuscritos. Ela continuar a ganhar fama, ajudada pelo Jubileu de 1350, quando a imagem parece ter tido, provavelmente apenas para o Jubileu a princípio, uma indulgência papal de 14 000 concedida aos que rezassem em sua presença.
A imagem formava parte do tema da "Missa de São Gregório" e, já em 1350, o ícone romano já era tido como uma representação contemporânea da visão que São Gregório havia tido. Na imagem, a figura de Cristo era típica dos precursores bizantinos do "Varão de Dores", com meio corpo, braços cruzados e a cabeça pensa para o lado esquerdo do observador.
As várias versões da imagem do "Varão de Dores" mostram todas um Cristo com as chagas da crucificação, incluindo o ferimento da lança. Especialmente na Alemanha, os olhos de Cristo estão geralmente abertos e olham diretamente para o observador; na Itália, os olhos fechados do ephitaphios bizantino, que originalmente pretendia representar um Cristo morto, perduraram ainda algum tempo. Para alguns, a imagem representava as duas naturezas de Cristo - ele estava morto como homem, mas vivo como Deus. Imagens de corpo inteiro também apareceram pela primeira vez no sul da Alemanha em pinturas de parede no século XIII e em esculturas a partir do século XIV. Outros elementos apareciam frequentemente, nas várias distintas versões da imagem, incluindo as "Arma Christi", a cruz, um cálice para o qual verteu o sangue das chagas (uma ênfase à Eucaristia), anjos segurando estes objetos ou dando apoio ao corpo amaciado do próprio Cristo, pessoas lamentando ou adorando. O "Trono da Misericórdia" é uma imagem da Trindade com Cristo, geralmente diminuto, como "Varão de Dores" e apoiado por Seu Pai.